# كريستيان جيرهارد ليوبولد
كريستيان جيرهارد ليوبولد (بالألمانية: Christian Leopold)‏ هو طبيب التوليد والنساء ألماني، ولد في 24 فبراير 1846 في ميرانه في ألمانيا، وتوفي في 12 سبتمبر 1911 في Altenberg, Saxony ‏ في ألمانيا.